# Percnia grandaria
Percnia grandaria är en fjärilsart som beskrevs av Felder 1862. Percnia grandaria ingår i släktet Percnia och familjen mätare. Inga underarter finns listade i Catalogue of Life.